# Propallene dubitans
Propallene dubitans is een zeespin uit de familie Callipallenidae. De soort behoort tot het geslacht Propallene. Propallene dubitans werd in 1910 voor het eerst wetenschappelijk beschreven door Hodgson. 